# Brentán Károly
Brentán Károly (Komárom, 1694. augusztus 23. – Genova közelében, 1752. november 19.) magyar jezsuita hittérítő, utazó. Több, mint húszéves dél-amerikai tevékenysége során több indián törzs megtérítésén és oktatásán dolgozott a mai Ecuador, Kolumbia és Peru területén, valamint felfedezőutakat vezetett, többek között Quitóból Panamába illetve Quitóból az Andokon át az Amazonas torkolatáig. Útjairól részletes feljegyzéseket készített, melyek azonban halálakor nyomtalanul eltűntek.

## Korai évei
Brentán a nagyszombati kollégiumban végezte tanulmányait, majd ezt követően 1714-ben lépett be a jezsuita rendbe. Missziós szolgálatra jelentkezett, majd elvégezte a sevillai misszionáriusképző tanfolyamot, és 1722-ben vagy 1724-ben Quitóba hajózott. Misszionáriusi munkáját egy már régebb óta létező redukcióban az Amazonas egyik mellékágánál, a Marañon folyó környékén végezte.

## Hittérítő munkája
Dél-Amerikába megérkezve Brentán a Marañon, az Amazonas egyik legnagyobb mellékfolyója mentén tevékenykedett. Kezdetben az andoa indiánok között élt, majd a miguiano, amaono és parano törzseket is felkereste. Sikereit nagyban segítette nyelvérzéke, amit igyekezett kihasználni. A jameo indiánok nyelvén katekizmust is szerkesztett, hogy így segítse elő megtérésüket. 1732-ben kinevezték a San Regis de Yameos misszió vezetőjévé, majd 1736-ig négy új redukciót alapított, majd áttelepült az omaguák földjére. A bennszülötteket földművelésre is tanította.
Érdemes megjegyezni, hogy egyik-másik indián törzsnél a kannibalizmus mindennapos dolognak számított. Dél-Amerikában való tartózkodása alatt sok bennszülött nyelvét elsajátította, ezért megírta a jameo nyelvű katekizmust. Földrajzi és biológiai felfedezéseket is tett, ugyanis ahol járt, ott mindent leírt és lerajzolt. Térképei, növény- és állatvilág jellemzései hiteles képet adtak Dél-Amerikáról, az őserdők világáról és az ottani népszokásokról. Nevéhez fűződik az Itaya, Nanay, Marañón és az Ucayali folyó összefolyásánál létrejött vidék leírása és feltérképezése. Mindemellett talán elmondhatjuk róla, hogy ő volt az első fehér ember, aki felhatolt a Nanay és az Itaya folyón.
1742-ben, tehát majd 30 évvel a rendhez való csatlakozása után érkezünk életének második mérföldkövéhez. Ekkor jelölték Brentán Károlyt a quitói tartomány provinciálisának posztjára. Hivatalosan ezt a tisztet csak 1744–1747 között töltötte be. Kinevezésének köszönhetően rengeteg földterületet kellett bejárnia, és ő volt az egyetlen atya ebben a tisztségben, aki ezt meg is tette.
1743-ban indult útnak két másik társával a kolumbiai Popayánból. A nehezebb utat választva a szárazföldön indult el észak fel, az Andok keleti oldala mentén. Útjuk első szakaszát az Atrato folyón tették meg, többi részét pedig a dzsungelben járták végig. Brentán és társai embert próbáló körülmények között érték el Panamavárost. Panamában találkozott a spanyol király által megbízott Dionisio de Alcado y Herrerával. Majd visszafelé a könnyebb utat választva tért vissza Quitóba.
Feltételezhetően Brentán kérésére a tiroli illetőségű von Zephyris atya felkereste a omagua és jameo indiánokat, és zenei oktatásban részesítette őket. Korábban ezek a bennszülöttek nem ismerték a zenét, így az ecuadori Amazonas-vidék zenei folklórja akár barokk eredetűnek is tekinthető.
A jezsuiták között csak elvétve fordult elő konfliktus. Brentán Károly egy nemzeti konfliktusba csöppent, amikor is az Amazonason csónakázva nem vették észre, hogy elhagyták a portugál területeket és spanyol fennhatóságú területre értek. E konfliktus mutatja be az akkori spanyol-portugál rivalizálás mértékét. A vita baráti hangnemet öltött mikor kiderült, hogy a másik fél vezetője is egy magyar ember, név szerint Fáy Dávid jezsuita atya. Viszont ebben a történetben is van egy dolog, ami teljes mértékben meghazudtolja ezt az aranyos kis anekdotát. Ugyanis Brentán és Fáy ebben az időpontban nem találkozhatott Dél-Amerikában. Mivel Fáy csak 1752-ben lépett először erre a földrészre, viszont Brentán Károly már 1752-ben Itáliában tartózkodott. Tehát a történet szépséghibája csak annyi, hogy nem igaz.
Harmadik mérföldkő Brentán Károly életében, amikor provinciális megbízatása lejár és úgy határoznak, hogy Károly atya prokurátorként Rómában fogja képviselni a quitói tartományt. Mai szóval mondhatjuk, amolyan nagykövet lett. 1748-ban indult el egy másik hittérítő társaságában. Hazaútjuk során akadályokba is ütköztek, mert Óbidos városánál őrizetbe vették őket. Kérvénnyel fordultak a portugál kormányhoz, hogy tovább indulhassanak. Azonban erre nem sok esély volt, mivel akkor tört ki himlőjárvány a vidéken, és félő volt, hogy őket gyanúsítják a behozatalával. Ezért aztán jobbnak látták, ha megszöknek. Egészen Gurupá városáig jutottak, ahol is azonban megint elcsípték őket. Viszont a kikötő nagyon közel volt, ezért eljutottak Gran Pará (mai Belém) városáig. Itt még másfél évet kellett várniuk, hogy felszállhassanak egy Lisszabonba tartó hajóra.

## Utolsó évei
Brentán Károly Quitóból közel 3 évig utazott Rómába. Hosszú útja során rengeteg mindent átélt. Először is ő volt az első magyar ember, aki végighajózott az Amazonason, egy kis facsónakban miközben térképeire és feljegyzéseire is különösen figyelnie kellett. 1751-ben érkezett meg az örök városba, ahol elsőként kéziratait szerette volna megjelentetni. Könyvének a Marannonensium S.J. Missionum generalis Historia iconibus illustrata címet adta volna, és leírta volna benne a Marañón vidékének élővilágát és a bennszülöttek szokásait, amit jó néhány saját kezűleg rajzolt térképpel és ábrával színesített volna. Épp könyve kiadatása miatt utazott Genovába, hogy egy nyomdásszal beszéljen, mikor is egy Genovához közeli kis faluban november 18-án meghalt. Nemcsak Brentán Károly atyát vesztettük el 1752. november 8-án, hanem pótolhatatlan kéziratai és feljegyzései is nyomtalanul eltűntek. Térképei közül egyetlen maradt fenn. Halála után megjelent egy latin nyelven íródott munkája Loyolaei Amazonici Prolusiones címen, ami jezsuita redukciók történetét foglalja össze az Amazonas-vidékén. Feltehetően ez nem a Genova mellett eltűnt kézirat kiadása. Szülővárosában, Komáromban a Szent András-templomban 2015. március 14-én állítottak Brentán Károlynak emléktáblát.
Feljegyzései eltűntek, csupán egy (mellékletnek szánt) térképe maradt fenn, melyet először Quitóban, majd Rómában is megjelentettek. Jóval halála után megjelent egy, az Amazon vidéki jezsuita missziók történetével foglalkozó munkája Loyolaei Amazonici Prolusiones (A loyolai Amazónia gyakorlata) címmel, ez azonban valószínűleg nem azonos a Genova mellett elveszett feljegyzésekkel.

## Emlékezete
Szülővárosában, Komáromban a Szent András-templomban 2015. március 14-én állítottak Brentán Károlynak emléktáblát.